# Municipio de Frontera Hidalgo
El municipio de Frontera Hidalgo es uno de los 124 municipios en que se encuentra dividido el estado mexicano de Chiapas. Colinda con el departamento guatemalteco de San Marcos. Su cabecera es la población de Frontera Hidalgo.

## Geografía
El municipio de Frontera Hidalgo se encuentra localizado en el sur del estado de Chiapas, en la región histórica del Soconusco, constituyente en la actualidad de la denominada Región X Soconusco.  Su extensión territorial es de 94.382 kilómetros cuadrados que representan el 0.13% de la extensión del territorial estatal. Sus coordenadas geográficas extremas son 14° 41' - 14° 49' de latitud norte y 92° 09' - 92° 17' de longitud oeste y su altitud va de los 0 hasta los 100 m s. n. m.
El territorio del municipio limita al norte con los municipios de Metapa y Tuxtla Chico, al oeste con el municipio de Tapachula, al sur con el municipio de Suchiate y al este con el departamento guatemalteco de San Marcos.
Según la clasificación climática de Köppen, el clima del municipio corresponde al tipo Aw (tropical seco).

## Demografía
De acuerdo a los resultados del Censo de Población y Vivienda de 2020 realizado por el Instituto Nacional de Estadística y Geografía, la población total del municipio es de 14 556 habitantes, lo que representa un crecimiento promedio de 1.4% anual en el período 2010-2020 sobre la base de los 12 665 habitantes registrados en el censo anterior. Al año 2020 la densidad del municipio era de 154,8 hab/km².
| Gráfica de evolución demográfica de Municipio de Frontera Hidalgo entre 2000 y 2020 |
|                                                                                     |
| Fuente: Instituto Nacional de Estadística Geografía e Informática                   |

El 49.3% de los habitantes (7176 personas) eran hombres y el 50.7% (7380 personas) eran mujeres. El 87.2% de los habitantes mayores de 15 años (8738 personas) estaba alfabetizado. La población indígena era de 70 personas.
En el año 2010 estaba clasificado como un municipio de grado medio de vulnerabilidad social, con el 28.58% de su población en estado de pobreza extrema.

### Localidades
En el censo de 2020 el municipio de Frontera Hidalgo contaba con 15 localidades.
| Código INEGI      | Localidad         | Población (2020) |
| ----------------- | ----------------- | ---------------- |
| 070350001         | Frontera Hidalgo  | 3 891            |
| 070350099         | Ignacio Zaragoza  | 2 893            |
| 070350089         | Texcaltic         | 2 169            |
| Otras localidades | Otras localidades | 5 603            |
| Total municipal   | Total municipal   | 14 556           |

## Política

### Representación legislativa
Para la elección de diputados locales al Congreso de Chiapas y de diputados federales a la Cámara de Diputados federal, el municipio de Frontera Hidalgo se encuentra integrado en los siguientes distritos electorales:
Local:
- Distrito electoral local de 24 de Chiapas con cabecera en Cacahoatán.[15]

Federal:
- Distrito electoral federal 12 de Chiapas con cabecera en Tapachula.[16]

## Actividades económicas
Las principales actividades económicas del municipio son el comercio minorista, los servicios vinculados al alojamiento temporal y la elaboración de alimentos y bebidas y en menor medida la prestación de servicios generales no gubernamentales.